# Leptodesmus verrucula
Leptodesmus verrucula är en mångfotingart som beskrevs av Henri W. Brölemann 1901. Leptodesmus verrucula ingår i släktet Leptodesmus och familjen Chelodesmidae. Inga underarter finns listade i Catalogue of Life.